# 5726 Rubin
5726 Rubin este un asteroid din centura principală, descoperit pe 24 ianuarie 1988, de Carolyn Shoemaker.